# Pimpinella carvifolia
Pimpinella carvifolia är en flockblommig växtart som beskrevs av George Bentham och Joseph Dalton Hooker. Pimpinella carvifolia ingår i släktet bockrötter, och familjen flockblommiga växter. Inga underarter finns listade i Catalogue of Life.